# Copa Libertadores da América de 1972
A Taça Libertadores da América de 1972 foi a 13.ª edição da Taça Libertadores da América. Participaram vinte equipes de dez países: Argentina, Bolívia, Brasil, Chile, Colômbia, Equador, Paraguai, Peru, Uruguai e Venezuela. O torneio teve início em 30 de janeiro e encerrou-se em 29 de maio de 1972.
O campeão foi o Independiente, da Argentina, ao derrotar o Universitario, do Peru, pelo placar de 2 a 1.
Foi o terceiro título do Independiente na competição.
É a primeira vez que um clube peruano chega na final da Libertadores. O Universitário surpreende a todos superando em seu grupo os uruguaios campeões: Peñarol e Nacional na segunda fase.

## Regulamento
Na fase inicial, as dezenove equipes foram divididas em quatro grupos de quatro times cada e um grupo de três. O Nacional, campeão de 1971, entra na semifinal.
Os times se enfrentam em partidas de turno e returno, e o melhor classificado de cada grupo avança para a semifinal. 
Na semifinal, formam-se dois grupos de três times (o Nacional, campeão de 1971, entra nesta fase), e os times jogaram dentro das chaves, também em turno e returno. O melhor colocado de cada chave vai para a final. 
A final será disputada em dois jogos. Se for necessário, haverá um terceiro jogo para o desempate.

## Equipes Classificadas
| País                               | Equipe                 | Classificação                                                 | Participação |
| ---------------------------------- | ---------------------- | ------------------------------------------------------------- | ------------ |
| Argentina · (2 vagas)              | Rosário Central        | Campeão do Campeonato Argentino de 1971                       | 2ª           |
| Argentina · (2 vagas)              | Independiente          | Campeão da Liguilla Pré-Libertadores da América 1971          | 6ª           |
| Bolívia · (2 vagas)                | Oriente Petrolero      | Campeão do Campeonato Boliviano de 1971                       | estreia      |
| Bolívia · (2 vagas)                | Chaco Petrolero        | Vice-campeão do Campeonato Boliviano de 1971                  | 2ª           |
| Brasil · (2 vagas)                 | Atlético Mineiro       | Campeão do Campeonato Brasileiro de 1971                      | estreia      |
| Brasil · (2 vagas)                 | São Paulo              | Vice-campeão do Campeonato Brasileiro de 1971                 | estreia      |
| Chile · (2 vagas)                  | Unión San Felipe       | Campeão do Campeonato Chileno de 1971                         | estreia      |
| Chile · (2 vagas)                  | Universidad de Chile   | Vice-campeão do Campeonato Chileno de 1971                    | 7ª           |
| Colômbia · (2 vagas)               | Santa Fe               | Campeão do Campeonato Colombiano de 1971                      | 3ª           |
| Colômbia · (2 vagas)               | Atlético Nacional      | Vice-campeão do Campeonato Colombiano de 1971                 | estreia      |
| Equador · (2 vagas)                | Barcelona de Guayaquil | Campeão do Campeonato Equatoriano de 1971                     | 6ª           |
| Equador · (2 vagas)                | América                | Vice-campeão do Campeonato Equatoriano de 1971                | 2ª           |
| Paraguai · (2 vagas)               | Olimpia                | Campeão do Campeonato Paraguaio de 1971                       | 7ª           |
| Paraguai · (2 vagas)               | Cerro Porteño          | Vice-campeão do Campeonato Paraguaio de 1971                  | 6ª           |
| Peru · (2 vagas)                   | Universitario          | Campeão do Campeonato Peruano de 1971                         | 8ª           |
| Peru · (2 vagas)                   | Alianza Lima           | Vice-campeão do Campeonato Peruano de 1971                    | 4ª           |
| Uruguai · (1 vaga + atual campeão) | Nacional               | Campeão da Copa Libertadores e do Campeonato Uruguaio de 1971 | 9ª           |
| Uruguai · (1 vaga + atual campeão) | Peñarol                | Vice-campeão do Campeonato Uruguaio de 1971                   | 12ª          |
| Venezuela · (2 vagas)              | Valencia               | Campeão do Campeonato Venezuelano de 1971                     | 2ª           |
| Venezuela · (2 vagas)              | Deportivo Italia       | Vice-campeão do Campeonato Venezuelano de 1971                | 6ª           |